# Paula Borgo
Ana Paula Borgo Bedani da Cruz (Bauru, 20 de outubro de 1993 – São Paulo, 11 de maio de 2023) foi uma jogadora de voleibol brasileira. Jogou como oposta e passou por clubes como Osasco e Praia Clube, neste último tendo sido vice-campeã sul-americana de clubes em 2019. Teve passagens pela Seleção Brasileira e fez parte da campanha do vice-campeonato da Liga das Nações de 2019.

## Carreira
Conquistou a medalha de ouro no Campeonato Sul-Americano Sub-22, em 2014, e foi premiada como melhor oposto. Também disputou a edição do Campeonato Mundial Sub-23 sediado em Ankara conquistando a medalha de ouro.
Jogou em clubes como São Caetano, Pinheiros e Osasco. Foi contratada pelo Dentil/Praia Clube para temporada 2018–19 do voleibol brasileiro e sagrou-se vice-campeã da edição do Campeonato Mineiro de 2018; na sequência conquistou o título da Supercopa Brasileira de 2018 mais tarde disputou semifinal da edição do Campeonato Mundial de Clubes de 2018, realizada em Shaoxing, terminando na quarta colocação.
Pelo Dentil/Praia Clube conquistou o vice-campeonato da Copa Brasil de 2019 realizada em Gramado e a medalha de prata no Campeonato Sul-Americano de Clubes de 2019 realizado novamente em Belo Horizonte e atuando pela equipe avançou a grande final da Superliga Brasileira 2018-19, atuando nos dois jogos da série final, mas terminou com o vice-campeonato.
Pela seleção brasileira, Paula ganhou nova chance em 2019, quando foi convocada para disputar a Liga das Nações. Ganhou oportunidade como titular na partida contra o Japão, marcando 26 pontos. O Brasil terminou a competição com o vice-campeonato.
Também passou por Fluminense, Spor Kulübü, da Turquia, e Bergamo, da Itália. Jogaria a temporada 2022-23 pelo Barueri, mas descobriu um câncer no estômago em setembro de 2022, precisando se afastar das quadras.

## Morte
Em setembro de 2022, Paula foi diagnosticada com câncer de estômago, tendo que se afastar das quadras para tratar a doença, neste tempo ela jogaria a temporada 2022–23 pelo Barueri. Ela faleceu no dia 11 de maio de 2023, aos 29 anos, devido ao câncer que estava tratando. A jogadora recebeu homenagens da Confederação Brasileira de Voleibol e da Federação Internacional de Voleibol.

## Vida pessoal
Foi casada por cinco anos com Carlos Guedes. Foi membro da Igreja Universal do Reino de Deus, onde era obreira.

## Títulos e resultados
- Campeonato Mundial de Clubes:2018[7]
- Superliga Brasileira Aː2018-19
- Copa Brasil:2019[8]
- Supercopa Brasileira de Voleibolː2018[5]
- Campeonato Mineiro: 2018[4]

## Premiações individuais
- Melhor Oposto do Campeonato Sul-Americano Sub-22 de 2014[1]